# ظروف قياسية من الضغط ودرجة الحرارة

قياس درجات الحرارة في الأرض

تتغير قيم درجة الحرارة والضغط من مكان لأخر على سطح الأرض، ويمكن أن تتغير في المكان نفسه مع الوقت. وهذه القيم مهمة للغاية في عمليات كيميائية وفيزيائية عدَّة. وعلى هذا فإنه من المهم تعريف ظروف ضغط وحرارة قياسية.
ويستخدم الاصطلاح «الظروف القياسية» في مجال العلوم الطبيعية والتقنية، ولها معنيين أساسيين:
1) ظروف قياسية تستخدم لقياس الغازات مثل حجم الغاز وسرعة سريانه.
2) في الكيمياء وعلم الأحياء والطب وتقنية العمليات في الصناعة تستخدم الظروف القياسية لتحديد ظروف إجراء التجارب، بغرض مقارنة نتيجة تجربة بأخرى.

## تعريفات
- يكون التعبير بظروف الضغط والحرارة القياسية (standard temperature and pressure) واختصاره STP يعنى:

درجة حرارة صفر°C(درجة مئوية)،
وضغط 1 atm (أو 101.325 كيلو باسكال (kPa).
وهذه القيم هي درجة تجمد الماء تحت الضغط الجوى عند مستوى سطح البحر.
- كما أن التعبير بظروف الضغط والحرارة القياسية المحيطة (standard Ambient temperature and pressure) واختصاره SATP يعنى:

درجة حرارة 25°C أي (298.15 K) ،
وضغط 100 كيلو باسكال.
وبالرغم من وجود عدة اختلافات للتعبير عن الظروف القياسية، فإن الظروف الأكثر قبولا هي درجة الحرارة والضغط التي يكون عندها ثابت تأين الماء 1.0 × 10−14.
- ويستخدم المقياس الأساسي الحربي فقط في دراسة القذائف، ويكون فيه:

الضغط عند مستوى سطح البحر مساو لـ 750 مم زئبق (29.5275 بوصة زئبق) أو (99.9918 kPa) ،
ودرجة الحرارة 59 °F أي (15 °C (درجة مئوية)) ،
ورطوبة 78 % .
بينما قامت المنظمة الدولية للطيران المدني (International Civil Aviation Organization واختصارها (المنظمة الدولية للطيران المدني) بتعريف مستوى سطح البحر على أساس المعيار الدولي للغلاف الجوي (International Standard Atmosphere) واختصاره (ISA) على أنه 101.325 kPa و 15 °C وصفر % رطوبة. وهذه القيم تعدّ مرجعية عند دراسة أداء الطائرات مثل سرعة الهواء واستهلاك الوقود. وعند دراسة أي متغير عند ضغط مغاير لمستوى سطح البحر يتم ضبط معدلات درجة الحرارة بحيث تكون - 6.5 C°/km لأول 11 كم.

## الجو النظامي العالمي
في الملاحة الجوية وديناميكا الموائع يُعد «الجو النظامي العالمي» (آي إس إيه) هي مواصفات ضغط ودرجة حرارة وكثافة وسرعة صوت عند كل ارتفاع. الجو النظامي العالمي يمثل الشروط الجوية النظامية عند درجات العرض المتوسطة. في الولايات المتحدة الأمريكية تحدد هذه المعلومات وفق الجو النظامي الأمريكي الذي يطابق «الجو النظامي العالمي» عند كل الارتفاعات حتى 65,000 قدم فوق ارتفاع سطح البحر.[بحاجة لمصدر]

## الظروف المخبرية القياسية
لأن العديد من تعاريف درجة الحرارة القياسية تختلف بشكل كبير عن درجات الحرارة القياسية المخبرية (مثلًا 0 درجة مئوية في مقابل -25 درجة مئوية)، تُستخدم عادةً «الشروط المخبرية القياسية» كمرجع (وهو مصطلح اختير عمدًا ليكون مختلفًا عن مصطلح «الشروط القياسية لدرجة الحرارة والضغط» رغم اقتراب المصطلحين شكليًّا عند التفسير الحرفي لهما). ولكن تحديد ما هو درجة حرارة مخبرية «قياسية» وضغط «قياسي» مرتبط دائمًا بالموقع الجغرافي، وذلك لأن الأماكن المختلفة من الكرة الأرضية تختلف من حيث المناخ والارتفاع عن سطح البحر ودرجة استخدام التدفئة/التكييف في مكان العمل. فمثلًا، تستخدم المدارس في نيو ساوث ويلز في أستراليا درجة حرارة 25 مئوية وضغط 100 كيلوباسكال للشروط المخبرية القياسية. نشرت الجمعية الأمريكية الدولية لاختبار المواد معيار إيه إس تي إم إي41- بعنوان المصطلحات المتعلقة بالتكييف، ومئات الشروط الخاصة لمواد محددة وطرق اختبار. تمتلك منظمات تقييس أخرى أيضًا شروط اختبار قياسية متخصصة.

## الحجم المولي لغاز ما
تحديد الشروط المرجعية القابلة للتطبيق من درجة حرارة وضغط عند تحديد الحجم المولي لغاز ما أمر بنفس أهمية تحديدهما عند التعبير عن حجم غاز أو معدل تدفق حجمي. تحديد الحجم المولي لغاز دون الإشارة إلى الشروط المرجعية من درجة حرارة وضغط أمر ليس له معنى فعلي ويمكن أن يسبب إرباكًا.
يمكن حساب الحجم المولي للغازات قرب درجة الحرارة والضغط القياسيين وعند الضغط الجوي بدقة كافية عادةً باستخدام قانون الغاز المثالي. يمكن حساب الحجم المولي لأي غاز مثالي عند شروط قياسية مرجعية متعددة
يمكن أن تكون الكتابات التقنية مربكة لأن العديد من المؤلفين لا يفسرون إذا ما كانوا يستخدمون ثابت الغاز المثالي R أو ثابت الغازات النوعي Rs. العلاقة بين الثابتين هي Rs = R/m حيث m هي الكتلة الجزيئية للغاز.
يستخدم معيار الجو النظامي الأمريكي 8.31432 م3.با/(مول.كلفن) قيمةً للثابت R. ولكن المعيار الأمريكي للجو النظامي 1976 لا يعترف بأن هذه القيمة لا تتوافق مع قيم ثابت أفوغادرو وثابت بولتزمان.